# Pałac Olimpijski w Tbilisi
Pałac Olimpijski (gruz. ოლიმპიური სასახლე) – hala sportowa w Tbilisi w Gruzji.  
W 2015 w arenie odbył się Letni Olimpijski Festiwal Młodzieży. 
9 sierpnia 2017 został ogłoszony nową halą 15. Konkursu Piosenki Eurowizji Junior po tym, gdy Pałac Sportu w Tbilisi o pojemności 10 000 miejsc uznano za nieodpowiedni do organizacji konkursu.
W latach 2020–2022 hala przeszła renowację a pojemność hali głównej została zwiększona do 10 000 miejsc. Arena dysponuje jeszcze dwoma halami o pojemności 4 000 miejsc i mniejsza hala które może pomieścić 800 osób.
13 grudnia 2025 miejsce będzie gospodarzem 23. Konkursu Piosenki Eurowizji Junior.